# Себастьян Міля
Себастьян Мі́ля (пол. Sebastian Mila, нар. 10 липня 1982, Кошалін) — польський футболіст, півзахисник клубу «Лехія» та національної збірної Польщі.

## Клубна кар'єра
У дорослому футболі дебютував 1999 року виступами за команду клубу «Лехія» (Гданськ), в якій провів два сезони, взявши участь у 34 матчах чемпіонату.
Протягом 2001—2001 років захищав кольори команди клубу «Вісла» (Плоцьк).
Своєю грою за останню команду привернув увагу представників тренерського штабу клубу «Дискоболія», до складу якого приєднався 2002 року. Відіграв за команду з міста Гродзиськ-Великопольський 3,5 сезони своєї ігрової кар'єри.
На початку 2005 року перейшов на умовах оренди до австрійського клубу «Аустрія» (Відень), у складі якого провів два роки своєї кар'єри гравця.
Згодом з 2007 по 2008 рік грав у складі команд норвезького «Волеренга» та польського ЛКС (Лодзь).
До складу клубу «Шльонськ» приєднався 2008 року, відіграв у складі його команди 5,5 років, ставши з 2011 року капітаном команди. На початку 2015 року повернувся до своєї рідної гданської «Лехії».

## Виступи за збірну
2003 року дебютував в офіційних матчах у складі національної збірної Польщі. Наразі провів у формі головної команди країни 29 матчів, забивши 6 голів.
У складі збірної був учасником чемпіонату світу 2006 року у Німеччині.

## Титули та досягнення
- Чемпіон Австрії (1):

«Аустрія» (Відень): 2006
- Чемпіон Польщі (1):

«Шльонськ»: 2012
- Володар Кубка Австрії (2):

«Аустрія» (Відень): 2005, 2006
- Володар Кубка Польщі (1):

«Дискоболія»: 2005
- Володар Суперкубка Польщі (1):

«Шльонськ»: 2012
- Чемпіон Європи (U-18): 2001